# Radio Killer
Radio Killer est un groupe roumain de musique électronique, actif entre 2009 et 2015.

## Histoire
Leurs morceaux atteignent les sommets des classements musicaux en Allemagne, en Italie, en Espagne, en France, en Russie, en Slovénie, en Grèce et en Suisse, et au Royaume-Uni.
À la fin du mois d'avril 2010, Radio Killer sorti son deuxième single, intitulé Be Free. Le mroceau est très bien accueilli par le public. Be Free réussit à conquérir de nouveaux territoires tels que la Suède, la Finlande, le Danemark ou les Pays-Bas. À la fin de l'année 2010, Radio Killer sort son troisième single, Lonely Heart. La sortie de ce single marque l'un des chapitres les plus importants de l'histoire de Radio Killer : le début de la collaboration avec Lee Heart, la voix actuelle du projet électro-dance.
En 2010, Voilà atteint la première place des stations de radio russes et le groupe remporte le prix du « meilleur nouveau groupe » en Roumanie.
Don't Let the Music End est leur avant-dernier single, sorti à l'automne 2011.
Le dernier single de Radio Killer, Calling You sort en avril 2012. D'ailleurs, le morceau bénéficie d'un clip vidéo sorti fin juin.
Radio Killer signe également l'hymne de la Liberty Parade 2011, le plus grand événement de danse de rue en Roumanie, qui se déroule le 28 juillet à la Liberty Parade Arena. À propos de « Is it love out there », l'hymne de cette année, les deux membres du groupe disent que c'est une chanson avec une vibe optimiste qui les représente . En octobre 2015, Paul Damixie se sépare du groupe Radio Killer et devient remixeur.

## Discographie

### Singles notables
- 2009 : Voilà
- 2010 : Be Free
- 2010 : Lonely Heart
- 2011 : Don't Let the Music End
- 2012 : Calling You
- 2012 : Is it Love out There
- 2015 : Headphones
- 2015 : Feelings
- 2015 : Max Kissaru - Mister Mystery (feat. Radio Killer & Smiley)
- 2015 : Mi-e dor